# Калушари (Цілком таємно)

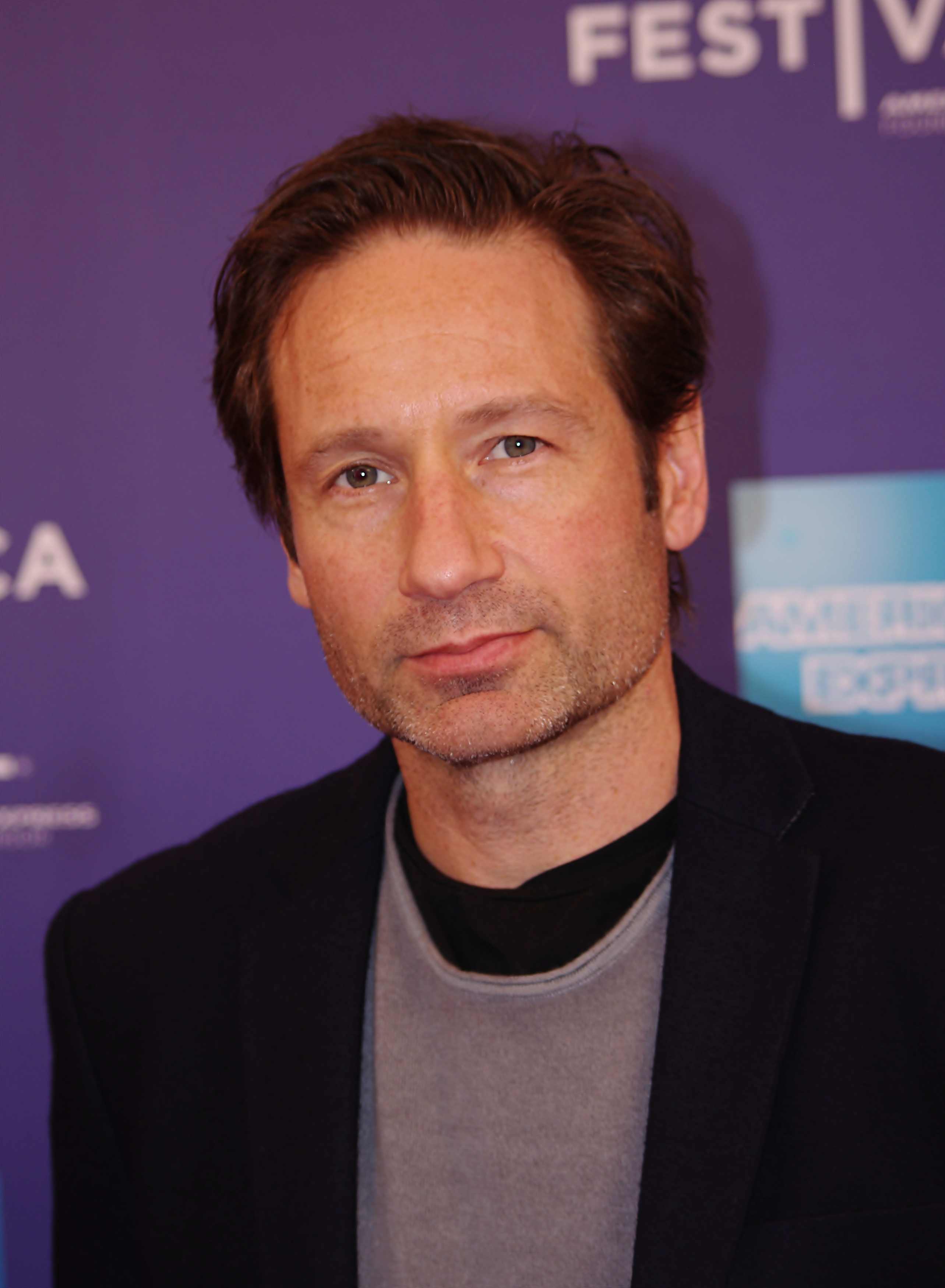

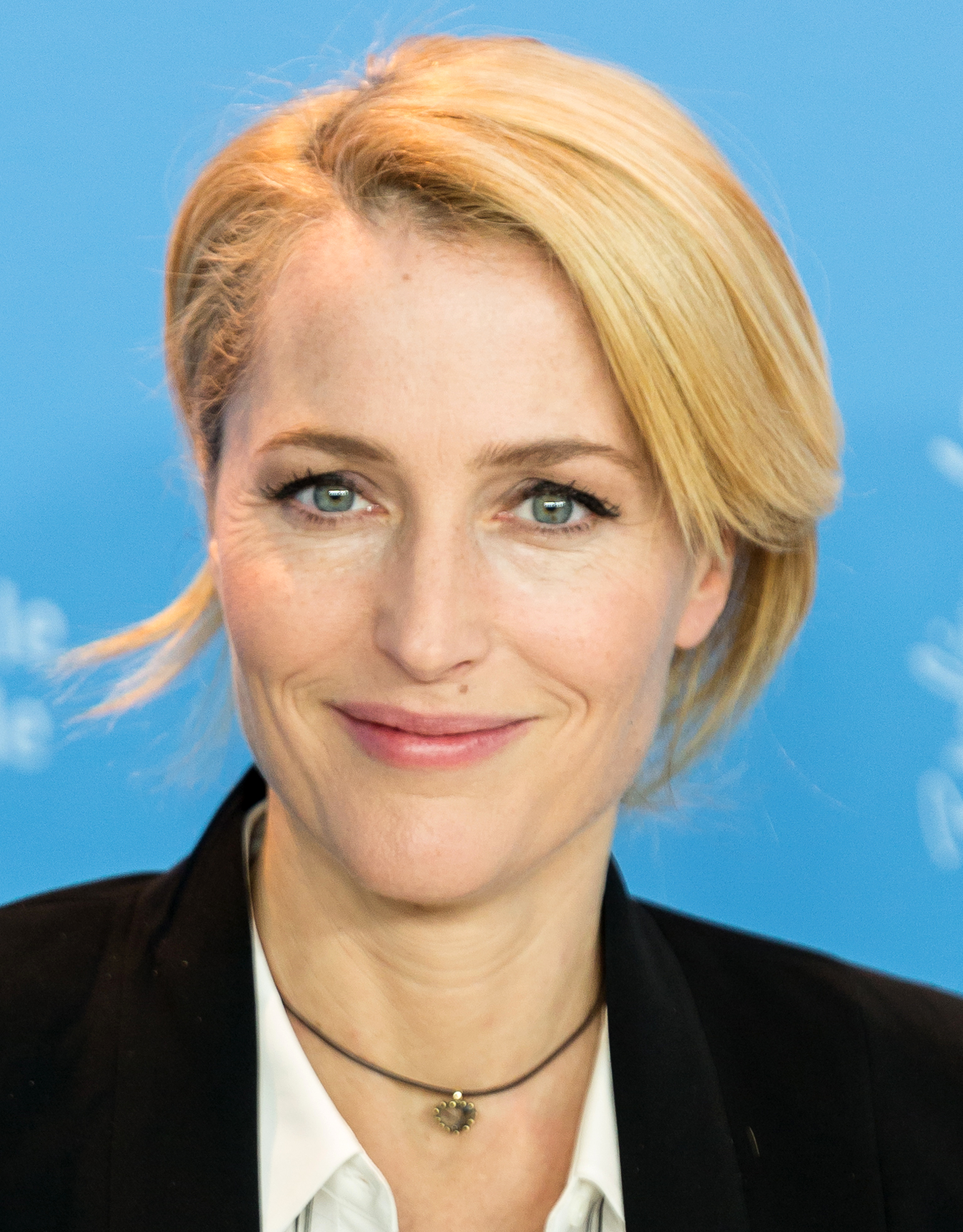

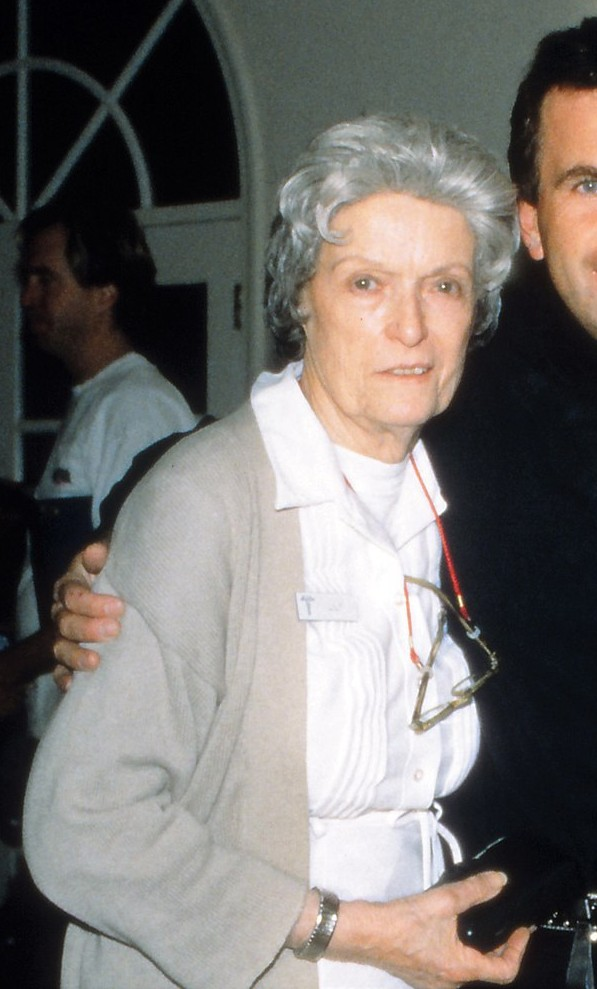

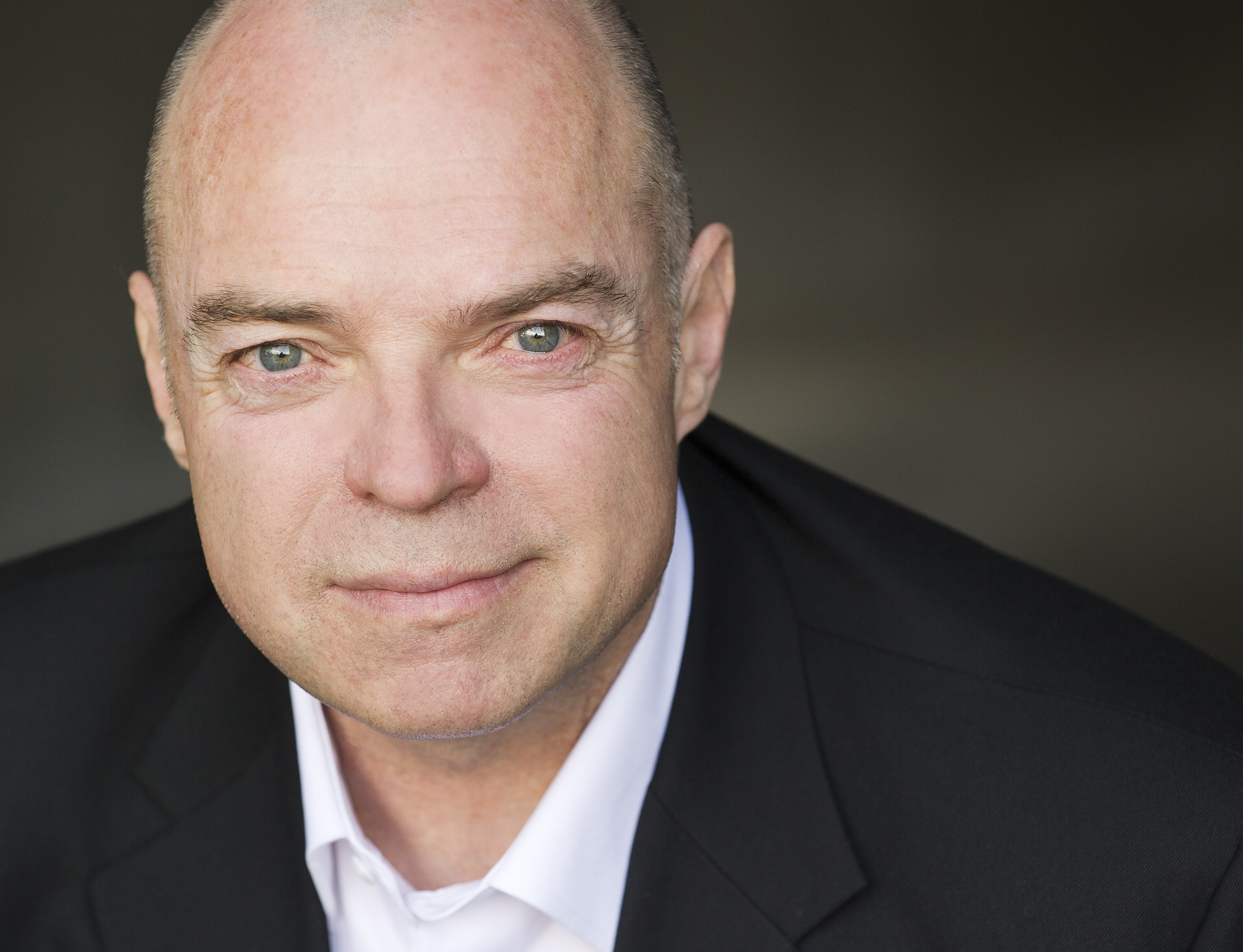

Калушари (англ. The Calusari) — двадцять перша частина другого сезону серіалу «Цілком таємно» («Секретні матеріали»).

## Зміст

Індійська свастика

В Мюрреї (штат Вірджинія) сім'я Меггі та Стіва Холвіса відвідує місцевий парк розваг — там є дитяча залізниця. Коли молодший синд Тедді, відпускає повітряну кулю і вона відлітає, батько дає йому повітряну кулю, яка належить старшому брату Чарлі. Коли Меггі знаходиться у вбиральній кімнаті, пристібний ремінь Тедді знімається. Тедді прямує за повітряною кулею, що плине повітрям під власною силою, із туалету та на рейки екскурсійного поїзда парку, що призводить до того загибелі від збиття поїздом. Чарлі — єдиний член сім'ї Холві, який був присутній при загибелі Тедді і не був цим засмучений.
Через три місяці Фокс Малдер показує Дейні Скаллі фотографію, зроблену за хвилини до смерті Тедді. Малдер вказує, що повітряна куля не тримається близько до землі, а також не летить в бік. Після обробки фотографії в лабораторії виявляється, що загадкова електромагнітна сила, що приймає форму дитини, тягла повітряну кулю. Пізніше Малдер і Скаллі відвідують Голві, і Фокс пояснює свою, здавалося б, неймовірну теорію про те, що Тедді заманювали на колію якоюсь невидимою силою — малий Голві не міг би звільнитися від дитячої вуздечки (хіба що він був перевтіленням Гудіні). Мати звинувачує дочку, що вона народила дитину від сатани. Скаллі зауважує що бабуся малює свастику-оберіг (гаммадіон) на руці хлопчика. Скаллі припускає, що діти завдяки впливу Голди могли стати жертвами синдрому Мюнхаузена.
Згодом Малдер і Скаллі обговорюють справу зі Стівом; коли тема розмови переходить до Голди, Стів зазначає, що вона була жорстко проти його одруження з Меггі. Однак вона переїхала до подружжя після того, як народився Тедді. З дітьми стали відбуватися дивні випадки — вони стали несподівано часто хворіти (щомісяця як не блювання то пронос), а бабця займалася дивними справами (до прикладу, розкидала курячий послід на ґанку). З урахуванням того, що сталося, Скаллі рекомендує аби родину взяла під свою опіку соціальна працівниця Карен Коссеф. Незважаючи на протести Меггі Стів вирішує відвезти Чарлі до Коссеф. Коли Стів намагається відкрити двері гаража, вони не відчиняються. Стів бере драбину, щоб оглянути управління дверей, його краватку незбагненним чином заплутує у механізмі дверей, він задушений до смерті. Розслідуючи смерть Стіва, поліція знаходить мертвих курей у кімнаті Голди: докази ритуальних жертв. У гаражі Малдер виявляє шар вібхуті (вібуті) — своєрідний попіл, створений напруженою духовною енергією, та відвозить порошок в лабораторію.
До будинку на заклик Голди прибувають три чоловіки-калушари. Зачинившись в кімнаті Голди вони починають здійснювати ритуал. У цьому часі Коссефф з'являється в будинку та просить зустрітися з Чарлі. Раптом у хлопця починає судома й він втрачає свідомість. Помітивши, як з-під дверей Голди пробивається дим, Коссефф та Меггі вриваються до її кімнати, де вона та Калушари виконують ритуал. Меггі намагається зупинити це, відкидаючи чоловіків. Калушари йдуть, але Голда відмовляється підкоритися; вона хапає Чарлі, замикає двері й намагається закінчити ритуал. Бабця цілує онука та намагається порятувати його душу вбивши його тіло. Раптом Голду збиває невідома сила з ніг. Чарлі дивним чином оживляє двох принесених в жертву півнів, і вони закльовують Голду до смерті. Поки це відбувається, Коссеф поспішає і знаходить Малдера, який у свою чергу ставить під сумнів містиків Калушарів. Вони пояснюють, що намагалися зупинити «давнє і невблаганне зло» своїм ритуалом, яке завжди тут жило. Бабуся для вигнання нечистої сили використовували чорнобиль. Пізніше Коссеф сідає біля Чарлі і розпитує про боротьбу, але хлопчик присягається, що це був не він в кімнаті його бабусі, а інший — на ім'я «Майкл». Меггі повідомляє Малдеру та Скаллі, що Майклом звали брата-близнюка Чарлі, який був мертвонародженим. Злякавшись, вона наполягає на тому, що вони зі Стівом ніколи не говорили Чарлі про Майкла. Після того як Чарлі народився, Голда спробувала здійснити ритуал, який би розділив духи двох хлопців. Однак Стів цього не дозволив.
Чарлі втрачає свідомість під час чергового приступу, його відвозять в лікарню. Там Майкл видає себе за сплячого в палаті Чарлі, переконує Меггі поїхати додому. Скаллі стає свідком того, що відбувається, і повідомляє Малдера. Фокс впевнений, що дух Майкла, а не Чарлі вбиває людей. Агенти розділяються: Малдер відслідковує калушарів, що намагаються завершити ритуал, а Скаллі вирушає до будинку Меггі, щоб захистити її.
Малдер знаходить калушарів і ті прибувають до лікарні для завершення ритуалу вигнання зла. Після напруженої боротьби, в якій Майклу майже вдається убити Скаллі та Меггі, Малдер і калушари завершують ритуал, дух Майкла зникає — перетворюється у вібухті. Меггі повертається до лікарні і возз'єднується з Чарлі. Перед відходом агентів головний староста калушар попереджує Малдера, що все тимчасово закінчилося, але «він тепер його знає».
Можеш не відводити очі вбік. Тепер Він тебе знає.
Ні безневинність ні постійна пильність не забезпечують прихистку перед постійно вишкіреною пащею вічного зла.

## Знімались
| Актор             | Роль                   |
| ----------------- | ---------------------- |
| Девід Духовни     | Курець                 |
| Джилліан Андерсон | Дейна Скаллі           |
| Гелен Кларксон    | Меггі Холві            |
| Джоел Палмер      | Чарлі та Майкл Холві   |
| Ліліан Шовін      | Голда                  |
| Кей Едвін Кутер   | голова Калушара        |
| Вейн Грейс        | шериф Джеймс Гамільтон |
| Крістін Віллз     | агент Карен Коссефф    |
| Білл Доу          | доктор Чарльз Беркс    |
| Кемпбелл Лейн     | третій Калушар         |

## Демонстрація та рецензії
Прем'єра у США відбулася на телеканалі Fox Broadcasting Company 14 квітня 1995 року та вперше транслювався у Сполученому Королівстві на BBC One 6 лютого 1996-го року. Епізод отримав рейтинг домогосподарств Нільсена у 8,3 із 16 частками — приблизно 8,3 відсотка всіх телевізійних сімей та 16 відсотків домогосподарств, які переглядають телевізор, були налаштовані на епізод. Загалом 7,9 мільйонів домогосподарств переглянули цей епізод під час його початкового виходу в ефір. Це єдиний епізод серіалу, який отримав оцінку «18» у Великій Британії від BBFC за «випадковий сильний переляк» та «теми, що його стосуються».